# Bomullspinne

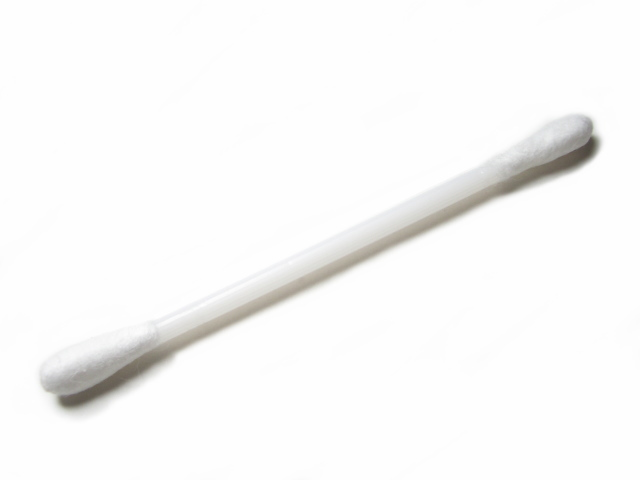
En bomullspinne.

Bomullspinne (I Sverige ofta kallade tops efter varumärket Topz) är små pappers-, plast- eller träpinnar med bomull på ändarna.

## Allmänt
En bomullspinne är vanligtvis ett smalt, cylinderformat plaströr med en liten bomullstuss i varje ända. De kan användas på många sätt, inom personlig hygien, inom medicin, vid sminkning eller vid rengöring av små och svåråtkomliga ytor. Ett vanligt användningsområde är rengöring av öronen, men det är olämpligt att sticka in bomullspinnen i själva hörselgången eftersom det kan irritera örat så att det svullnar och hindra öronvaxet från att röra sig utåt, samt leda till att öppningen till de vaxproducerande talgkörtlarna blockeras. Det förekommer även att människor använder bomullspinnar som töjsmycken i exempelvis öronen. Vid nya piercingar kan man använda bomullstops för rengöring av piercingen.
Bomullspinnar ska inte spolas ned i toaletten eftersom det kan orsaka stopp i ledningar eller problem i reningsverket.

### Historik
Bomullspinnen anges ha uppfunnits på 1920-talet av polsk-amerikanen Leo Gerstenzang. Han fick idén från sin fru Ziuta som använde tandpetare med bomull på toppen för att rensa deras sons öra.
Enligt ett amerikanskt patentfall var emellertid den första kommersiella tillverkaren av bomullspinnar Hazel Tietjen Forbis, som tillverkade dem i sitt hem. Hon hade också ett patent på artikeln, numrerad 1 652 108, daterad 6 december 1927, och sålde produkten under namnet Baby Nose-Gay.
År 1925 köpte The Leo Gerstenzang Co., Inc. rättigheterna till patentet från Forbis. Den 2 januari 1937 bildade Q-Tips, Inc.s president, Leo Gerstenzang, och hans fru, Ziuta Gerstenzang, ett partnerskap och köpte då från Forbis "alla varor, maskiner och inventarier som nu finns i lokalerna 132 W. 36th Street." Köpet visar att det var Q-Tips, Inc som var ägare till patentet som avsåt tillverkning av "cotton tipped applicators". 